# アウグスト・ミダナ
アウグスト・ミダナ（英語: Augusto Midana,1984年5月20日 - ）は、ギニアビサウ出身の男子レスリング選手。
2008年北京オリンピックの開会式ではギニアビサウ選手団の旗手を務めた。競技では男子フリースタイル74キロ級に出場し、1回戦でグルジア代表のゲラ・サギラシヴィリ (Gela Saghirashvili) と対戦したものの負けてしまった。
2012年ロンドンオリンピックの開会式では2大会連続でギニアビサウ選手団の旗手を務めた。